# Schœnau
Schœnau (Schönau in tedesco, Scheenâi in alsaziano) è un comune francese di 613 abitanti situato nel dipartimento del Basso Reno nella regione del Grand Est.

## Società

### Evoluzione demografica
Abitanti censiti